# Hans Sitt
Hans Sitt, cz. Jan Hanuš Sitt (ur. 21 września 1850 w Pradze, zm. 10 marca 1922 w Lipsku) – czeski skrzypek, kompozytor, dyrygent i pedagog muzyczny.

## Życiorys
Był synem lutnika, Antonína Sitta. Uczył się gry na skrzypcach w Konserwatorium Praskim. W 1867 roku został koncertmistrzem opery we Wrocławiu, następnie działał jako skrzypek i kapelmistrz w Pradze, Chemnitz i w orkiestrze barona von Dervies w Nicei. W 1881 roku osiadł w Lipsku, gdzie w latach 1883–1921 uczył gry na skrzypcach w konserwatorium i prowadził uczelnianą orkiestrę. Od 1883 do 1925 roku występował jako altowiolista w kwartecie Adolfa Brodskiego. W latach 1885–1903 był także pedagogiem i dyrygentem lipskiego Bachverein.
Skomponował m.in. 3 koncerty skrzypcowe, koncert altówkowy i 2 koncerty wiolonczelowe. Opublikował prace Praktische Violaschule i Schulausgabe neuerer Violinliteratur. Działał na rzecz kształcenia altowiolistów i ubogacenia repertuaru wartościowymi dziełami na skrzypce. Do grona jego uczniów należeli m.in. Franco Alfano, Frederick Delius i Alfred Hill.